# Curie (1943)
Curie (P67) – francuski okręt podwodny z okresu II wojny światowej.

## Służba
Zbudowany w brytyjskiej stoczni Vickers w  Barrow-in-Furness jako HMS „Vox” (P67), 2 maja 1943 w obecności generała de Gaulle'a został przekazany marynarce wojennej Wolnej Francji. Po okresie przygotowań (podczas którego jego śruby zostały uszkodzone 21 maja 1943) okręt udał się na swój pierwszy patrol bojowy na przełomie czerwca i lipca 1943 u wybrzeży norweskich. Do 3 sierpnia 1943, kiedy to marynarka wojenna Wolnej Francji połączyła się z Flotą Afryki Północnej, „Curie” przebywał w morzu 60 dni (z czego 192 godziny w zanurzeniu).
W nocy 21 czerwca 1944 ostrzeliwał z działa fabrykę akumulatorów w Cap Gros na Morzu Śródziemnym. Kilka tygodni później współpracował z flotą brytyjską w Dodekanezie, gdzie 3 sierpnia zatopił statek handlowy. 2 października na tych samych wodach posłał na dno dwa niemieckie statki „Zar Ferdinand” i „Brunhild” (ex-francuski tankowiec „Bacchus”).
Między czerwcem 1943 a listopadem 1944 „Curie” wykonał łącznie 14 patroli bojowych (z czego 12 na Morzu Śródziemnym) i przeprowadził 13 ataków torpedowych.
28 listopada 1944 przybył do Tulonu, gdzie służył do celów szkolenia eskortowców. W 1945 został przebazowany z Plymouth do Brestu, po czym został skierowany do Lorient, gdzie pozostał do marca 1946. Następnie został przeniesiony do szkoły wykrywania okrętów podwodnych w Casablance.

## Dowódcy
- 22 kwietnia 1943: capitaine de corvette (komandor podporucznik) Pierre[4]
- 1 lutego 1944 - 26 czerwca 1945 lieutenant de vaisseau (kapitan marynarki) Pierre-Jean[4]